# Stadionul Arcul de Triumf
Stadionul Arcul de Triumf – rumuński narodowy stadion rugby union w Bukareszcie.

## Historia
Na początku czerwca 1913 r. ówczesny burmistrz Bukaresztu, Grigore Cantacuzino, przekazał 25-hekatorowy teren w dzierżawę na cele sportowe za symbolicznego jednego leja rocznie. Część z niego zostało przeznaczone na potrzeby rozgrywania meczów rugby. 9 marca 1914 został rozegrany na nim pierwszy mecz – pomiędzy Sporting Club a Tenis Club Român – zaś pod koniec tego miesiąca te same drużyny rozstrzygnęły pomiędzy sobą pierwsze mistrzostwo kraju.
Podczas II wojny światowej na boisku rozmieszczone były baterie artylerii przeciwlotniczej, zaś po jej zakończeniu teren przejęło ministerstwo edukacji, które zwróciło go ministerstwu sportu po 1990 r. W 2002 r. decyzją rządu stadion wraz z dwoma towarzyszącymi boiskami został przekazany Federațiă Română de Rugby w bezpłatne użytkowanie na 49 lat.
19 kwietnia 2007 decyzją zarządu FRR stadion otrzymał obecną nazwę – wcześniej bowiem nazywany był La Sosea, Federatie i Stadionul Tineretului.

## Obiekt
Obiekt położony jest w Sektorze 1 Bukaresztu w pobliżu Arcul de Triumf, od którego przyjął nazwę. Składa się z głównego stadionu, dwóch dodatkowych boisk oraz sali gimnastycznej. Na wszystkich trzech boiskach zainstalowano system drenażu i irygacji. Stałe trybuny zawierają 3480 miejsc siedzących, w razie potrzeby możliwe jest dostawienie trybun przenośnych.
W kwietniu 2008 r. władze sektora oraz Federațiă Română de Rugby podpisały pięcioletnią umowę o modernizacji stadionu ze środków miejskich. Po dziesięciu tygodniach montażu, w czerwcu tego roku na stadionie stanęły cztery trzydziestosześciometrowe słupy oświetleniowe zawierające osiemdziesiąt lamp Philips dających łącznie 1100 luksów. Kolejna transza, wypłacona w 2011 roku posłużyła do postawienia trybuny na 1000 widzów, budowy szatni z niezbędną infrastrukturą oraz wyłożenia boiska numer trzy sztuczną murawą zgodną z wymogami IRB.
Odbywają się na nim spotkania seniorskiej reprezentacji kraju (zarówno towarzyskie, jak i w ramach Pucharu Narodów Europy), mecze o mistrzostwo i puchar kraju, a także inne turnieje, w tym międzynarodowe (np. Mistrzostwa Europy w Rugby 7 Kobiet 2011).

## Koncerty
Na stadionie koncertowali m.in. Leonard Cohen, Limp Bizkit, Muse, Eros Ramazzotti czy Eric Clapton.